# Kirby Minter
James Kirby Minter, (nacido el  23 de noviembre de 1929 en Marietta, Georgia y fallecido el 11 de agosto de 2009 en Oklahoma City, Oklahoma) fue un jugador de baloncesto estadounidense. Fue campeón del mundo con Estados Unidos en el mundobasket de  Brasil 1954, competición en la que fue elegido MVP.